# Louis Gooren
Louis Gooren (* 14. Dezember 1943 in Wanssum; † 17. September 2023 in Amsterdam) war ein niederländischer Endokrinologe, der für seine Arbeit mit trans Menschen bekannt wurde. Er war der erste Professor für Transsexualität und einer der ersten Ärzte, der trans Jugendliche behandelte.

## Werdegang
Gooren schloss 1970 sein Medizinstudium an der Universität Nijmegen ab und spezialisierte sich anschließend auf Innere Medizin und Endokrinologie an der Vrije Universiteit Amsterdam. Dort gründete er 1975 die Gender-Klinik (heute bekannt als Center of Expertise on Gender Dysphoria) und machte 1976 seinen Abschluss. Anschließend studierte Gooren an der Johns Hopkins University in Baltimore. Er erwarb 1977 die Facharztanerkennung für Innere Medizin und Endokrinologie und promovierte 1981 mit der Dissertation Testicular hormones and the secretion of LH, FSH, and prolactin.
1988 wurde Gooren zum Professor für Transsexualität an der Vrije Universiteit Amsterdam ernannt. Damit war er weltweit der erste Professor auf diesem Gebiet.
Seine Arbeit befasst sich mit Geschlechtsidentität und der geschlechtlichen Differenzierung des Menschen. Er hat zudem Forschungsarbeiten über die Gesundheit von Männern und der männlichen Menopause veröffentlicht.
Gooren war international als Gastdozent tätig. Ab 2008 war er emeritierter Professor an der Vrije Universiteit Amsterdam. Er hatte eine Ehrenprofessur für den Bereich Männergesundheit an der Universität Hang Tuah in Surabaya. Zudem wurde er mit dem Orden vom Niederländischen Löwen ausgezeichnet.
Er verstarb am 17. September 2023 in Amsterdam.